# Dammens naturreservat
Dammens naturreservat är ett naturreservat i Uppsala kommun i Uppsala län.
Området är naturskyddat sedan 1998 och är 118 hektar stort. Reservatet består av ett öppet kärr, kallat Dammen då det varit en damm till ett bruk, och en liten skogssjö Edsjön samt den omgivande barrskog som har inslag av lövträd.